# Госамер кондор
Госамер кондор је летелица са људским погоном, са којом је освојена прва награда Кремер, 23. августа, 1977. године, код Бејкерсфилда, Калифорнија. Успех је резултат дуготрајног истраживања и развоја, кроз стрпљив рад, са примењеном сукцесивном методом приближавања: анализа–модификације–испитивање. Организациони, стручни и идејни вођа развојног тима и коначне реализације пројекта, био је познати амерички инжењер, аеродинамичар Пол Макреди (енгл. Paul McCready).

## Кремерова награда
Кремерова награда, од 1959. године, био је велики изазов за све ваздухопловне ентузијасте. Индустријалац Хенри Кремер, понудио је 50.000 £ (86.000 $) за тим који први успе да лети авионом са погоном мишићном енергијом човека, на путањи преко дужине од 1,6 km, у облику „8“. Сви покушаји да се направи такав авион са погоном мишићне снаге резултовали су са компликованим решењима велике масе, што је захтевало и велику брзину за потребан узгон, па и велику погонску снагу пилота, изнад човечије могућности. Први покушаји су били засновани на структури од дрвета, који су се показали да је добијена летелица превише тешка. за полетање је коришћен и катапулт, у неким решењима. Током лета 1976. године, амерички инжењер Пол Макреди (енгл. Paul McCready), његов главни сарадник Петер БС Лисаман енгл. Peter B.S. Lissaman и остали део тима, из компаније Аеро–Виронмент, који је решавао овај задатак.  

### Историја летења са човековом снагом
Човек је одувек посматрао лет птица, што га је инспирисало у тежњи да и он нађе сличан начин кретања кроз ваздушни простор, без ослонца на земљу. У томе маштању, настале су старе легенде о људском лету, као што је о Икару. После успеха Браће Рајт 1903. године, када су први пут људи полетели са моторном летелицом, продужена је тежња човека да успе да полети са сопственом снагом. Забележено је безброј успешних и неуспешних покушаја, а и данас раде на томе задатку бројне екипе и појединци, стручњаци и обични ентузијасти. Успостављено је и светско, Кремерово такмичење авионима на погон са човечијом снагом.

#### Такмичења и награде у летењу са човековом снагом
У циљу унапређења летења са погоном човечије снаге, успостављене су фондације, за доделе награда и признања за постигнуте резултате.
1. Годишња награда Роберта Грејама (енгл. Robert Graham), за успешан рад на тему решења летења са погоном са човечијом снагом, у износу од 200 £.
2. Кремерово међународно такмичење:

- За првог ко оствари фигурни лет, у облику „8“, између два маркера, на међусобном растојању од 926 , награда је новчана од 50.000 £. Награду је освојио Др Пол Макреди (енгл. Dr Paul MacCready), 23. августа 1977. године.
- За првог, изван Америке, који успе да оствари фигурни лет, у облику „8“, између два маркера, на међусобном растојању од 926 , награда је новчана од 10.000 £. Награду је освојио Гинтер Рошелт, 19. јуна 1984. године.
- За првог, ко прелети растојање између Енглеске и Француске. Награду од 100.000 £, освојили су Др Пол Макреди и пилот Брајан Ален (енгл. Bryan Allen), 12. јуна 1979. године.
- За светски рекорд у брзини, у износу од 100.000 £ и 20.000 £, за прелет 1 500 m у мањем времену од 3 минута.
- За свако побољшање максимално постигнуте брзине за 5%, у новчаном износу од 5 000 £. До сада, ту награду су освојили, пилот Френк Скарабино (енгл. Frank Scarabino) и Џон Лангфорд (енгл. John S. Langford), 11. маја 1984. године.

### Концепција летелицеГосамер кондор
Развој летелица на људски погон, све до 1935. године, оптерећивала су решења примене аеродинамике лета једрилица, а за погон принцип бицикла. У томе периоду, обавезно је у систему погона био присутан и диск (замајац), као копија точка бицикла. То је било нерационално решење, није оправдавало пораст масе, чија минизација је један од основних фактора успеха.
Те заблуде су отлоњене са појавом фамије летелица типа Госамер, са чиме су уведене нове идеје и прилази детаљне анализе, као и метода оптимизације кроз приближавања решења, кроз принцип наизменичних поступака испитивања и модификација (дотеривања).
Искусни аеродинамичар и пилот једрилица Др Пол Макреди (енгл. Dr Paul MacCready), одлучио се 1976. године, да експериментише са концептом змаја. Са тим концептом, значајно је повећана површина крила и смањена маса летелице, те је смањено и специфино оптерећење крила (маса / површина до 1,3 kg/m²). Носивост скелета структуре, остварена је са рационалном конструкцијом концепта са затегнутим танким жицама (клавирска жица), са строгом оптимизацијом по критеријуму велике носивости за малу масу уграђеног материјала. На тај начин је минимална брзина смањена на најмањи могући ниво, за лако одвајање од земље и дугог лета на малој висини, са малом потребном снагом погона, испод могућности врхунских спортиста од 400 W. То је и постигнуто, са конструкцијом скелета од танких жица, ребара и оквира, обложених са оплатом од танке и лагане фолије. За стабилизацију и уздужно управљање, примењена је правоугаона површина, испред крила (концепт „канард“). Пилотова кабина, у ствари је профилисана гондола израђена од алуминијумских цеви и лаке пластике, пресвучена са танком провидном фолијом. Поред тога што је у њој смештен пилот, она има и аеродинамичку улогу стабилизације летелице, по правцу.

### Развој
Прва макета била веома једноставна, започета је у Пасадени, Калифорнија. Завршена је за 10 дана, и испитана је на лицу места, на паркингу, без возача.
Развој је настављен на аеродрому у Мојави, исто у Калифорнији. Први лет није трајао дуже од неколико секунди. Два дана после трећег лета, структура крила је отказала. Ултра-лагана структура крила, недовољне је крутости, због чега се деформише. Додата је друга цев (као рамењача) и жице за одржавање целине. Нова варијанта је исправно летела, али још увек веома ограничене дужине времена, свега 40 секунди, крајем децембра 1976. године. Пилот је био Паркеров син, нешто мање физичке снаге.
Авион је био уздужно стабилан, али врло осетљив на ветар и лако је падао. Пошто је у питању мала брзина, није био угрожен пилот и мала је била штета на авиону при паду. Брзо су реализоване поправке, због једноставности структуре. Средином јануара, Пол Макреди заобљава нападну ивицу крила, време лета, са бициклистом Грег Милером (као пилотом), повећано је на више од два минута. Авиону је још увек требало превише енергије за погон од пилота, у супротном, није имао стабилност по правцу. Додате су вертикалне стабилизујуће површине, али без добитка побољшања. Крајем јануара, модификована је предња стабилизујућа површина („канар“), са променљивим, управајућим бочним нагибом, што је обезбедило одржавање правца авиона. На 29-том лету, сувише јак ветар, поломио је крила, са чиме је оптимизам и морал радног тима потпуно био пао.
После детаљних анализа и дотеривања авиона Госамер кондор, коначно је постигнут успех. Тада, 23. августа 1977. године, у Калифорнији, пилотирао је бициклиста и летач на змају Брајан Ален (енгл. Bryan Allen) и постигнут је резултат за прву награду Кремер.

### Техничко–технолошки аспект
Техничко–технолошки проблеми, првенствено су били у домену бочног управљања авионом. Проблем је решаван као код класичног авиона, преко спрезања нагињања и скретања. Међутим, у овом случају, испољени су проблеми:
- Изазивање нагињања помоћу спојлера није применљиво, пошто рушења узгона на једном крилу, тешко је надокнадиво са додатком улагања снаге од стране пилота, пошто он скоро све време лети са крајњим својим могућностима.
- Технички принцип увијања крила, који су користили Браћа Рајт, овде није било могуће применити, пошто је пораст локалног отпора на великом краку изазивао скретање авиона у супротном правцу.
- Систем класичних крилаца је компликован и доносио је штетан пораст масе летелице.
- Карактеристике ове летелице су нестандардне:
  - Маса летилице је веома мала, у односу на површину крила, у поређењу са конвенционалним авионима. Летелица је осетљива на сваки удар ваздушне струје и приметно одговара на њега са својим нежељеним кретањем. Овај одговор, било је јако тешко смањити и кориговати по правцу. За ефикасно решавање тога проблема потребан је био велики волумен вертикалног репа (крак х површина репа). То је захтевало додатну снагу погона, а пилот је није имао никакву резерву.
  - Врло мале брзине лета и величина летелице су јако изражени, једна од последица због тога је нежељено скретање са правца, што се тешко контролисало.

Кроз организовани даљи развој коначно је решен проблем, са нетипичним аеродинамичким решењем, помоћу контролисаног бочног нагињања предње хоризонтлне површине (канара) око „x“ осе, али супротно у супротном смеру од крила, односно преосталог дела авиона.

### Аеродром Шафтер
Пошто је било очигледно да је тешко остварити успех при летењу у ветровитим условима, развојни тим са авионом Госамер Кондор преселио се на аеродром Шафтер, поред Бејкерсфилда. Авион је значајно модификован, крило је измењено (заобљена је нападна ивица, тетива је повећава од 8,3 на 12,3 m, враћен је претходни угао стреле, ради стабилизације по правцу и двоструко му је повећана површина, са увећаним бројем ребара). За полетање је смањена потребна снага на 220 W, што може остварити и пилот са просечном физичком спремом. Направљен је први лет 6. марта 1976. године, у трајању од пет минута. Анализа и модификације су настављене. Уз велики труд и стручни рад 5. априла, коначно уграђен је канард са командованим нагибом, у супротном смеру од крила. Коначно, у томе решењу је била тајна успеха и предуслов за успешан лет 7. априла.

### Пилот
Брајан Л. Ален, стар 24. године, био је ангажован као пилот авиона Госамер кондор, у априлу 1977. године, за 3 $ на сат. Он је био искусан бициклиста и летач са змајем. Тежина му је била 62 kg, скоро двоструко већа од тежине целог авиона. Управљао је авионом у седећем положају, благо нагнут на леђа и са погледом испод крила, унапред.

### Завршетак пројекта и добијена признања
Приви успешнији лет, авионом Госамер кондор, реализован је 11. априла, 1977. године, али тада још није био крај са проблемима. Током експерименталног лета 16. јула, крило се деформисало, од утицаја турбуленције ваздуха, али је авион успео безбедно да слети, без много штете. Брзо је поправљен, а у току укупних 19 летова најбољи резултат је био 5 мин и 15 секунди. Постављен је нови канард, 29. јула, а 4. августа, авион је летео у трајању од 7 минута. Поново је имао удес, 6. августа. Штета, направљена при удесу, брзо је отклоњена са поправком и са додатном реконструкцијом. Коначно, 23. августа 1977. године, у Калифорнији, постигнут је резултат за прву награду Кремер, а тада је пилотирао Брајан Ален (енгл. Bryan Allen).
Целом тиму, званично је уручена награда у Лондону, 30. новембра 1977. године. Држава Калифорнија гради спомен обележје на месту догађања, освајања награде. Макреди се одмах фокусирао на другу Кремерову награду, за успешно прелетање Ламанша, а и отпочет је рад на другом авиону на људски погон, Госамер албатрос. Овај пројекат је завршен са успешним полетањем 12. јуна 1979. године.
Почасно признање овом великом успеху је дато у Националном ваздухопловном музеју у Вашингтону, где је Госамер кондор изложен као експонат.

### Госамерикондор
Авиону Госамер кондор дао је име идејни творац Пол Макреди, врхунски аеродинамичар, ентузијаста и пилот једрилице. Историјски гледано, он је проучавао и схватио лет птица, посебно огромних лешинара и кондора, који лако без великог утрошка снаге, лако полећу и дуго могу да лете изнад плена. Он је проучавао лет тих лешинара и закључио је, да имају шансу за освајање Кремерове награде, са великом површином крила и малом масом летелице. То објашњава појам Госамер, што значи газа пресвучена са лаком, као што су оплате крила авиона Госамер кондор (са чиме остварена мала маса).

## Карактеристике
Госамер кондор је конфигурација авиона са канаром. Скелет је од алуминијумских цеви, пречника 50 mm, са дебљином зидова од 0,4 до 0,9 mm у крилима, а оплата је фолија полиестера дебљине од 13 микрона. Систем челичних жица (клавирске жице), пречника 0,5 до 0,9 mm. Елиса је потисна, уграђена је иза канара и крила. 
- Распон крила: 29.25
- Површина крила: 70.6
- Површина канара: 8,64
- Дужина: 9,14
- Висина: 5.49
- Маса празног: 31,75
- Укупна маса у лету: ~ 94
- Специфично оптерећење крила: ~ 1.33 kg/m²
- Брзина лета: ~ 4,7 m/s (~ 17 km/h)
- Коефицијент узгона: Cz = 0.96
- Пречник елисе: 3.60
- Пилот: ~ 90 обртаја у минути, ланчани пренос са односом: 62 / 52 = 1.19
- Елиса: ~ 107 обртаја у минути
- Вучна сила елисе: ~ 53
- Финеса: ~ 17 (на дужини лета од 17 m губи висину 1 m, када нема вучне силе-погона)
- Снага на елиси:~ 250
- Коефицијент корисног дејства елисе: 0,80
- Снага погона (пилота): 300
- Специфична снага: ~ 4,8  /

## Пол Макреди
За овај историјски успех, да човек лети са погоном сопствене снаге, најзаслужнији је познати амерички инжињер Пол Макреди и његова компанија Аеро–Виронмент. На сличан начин су развијени и други авиони са погоном са човечијом снагом и са соларном енергијом, али су оне развијене касније и више су софистициране:
- Госамер албатрос, клон од Госамер Кондор, који је скоро у потпуности од композитних материјала и пластике, који је прешао канал у јуну 1979. године;
- Госамер пингвин, модел Албатроса је један од првих авиона којима је погон соларна енергија;
- Соларни чаленџер, специјално пројектован да лети на соларну енергију (крила су покривена са фото–напонским ћелијама);
- Серија Хелиоса, развијаним са Насом, за дуготрајне летове на великим висинама, са соларном енергијом, у систему са горивним ћелијама.

Компанија Аеро–Виронмент, сада је специјализована за пројектовање и производњу беспилотних летелица, за цивилну и војну намену.
Није случајно да је идејни вођа оваквих пројеката и ових успешних решења, у овом деликатном сегменту ваздухопловних технологије, баш аеродинамичар и пилот једрилице. За успех, у овоме домену, није довољан само ентузијазам, већ је потребно и велико знање и осећај за схватање финеса и најделикатнијих детаља.